# バーナード・コイン

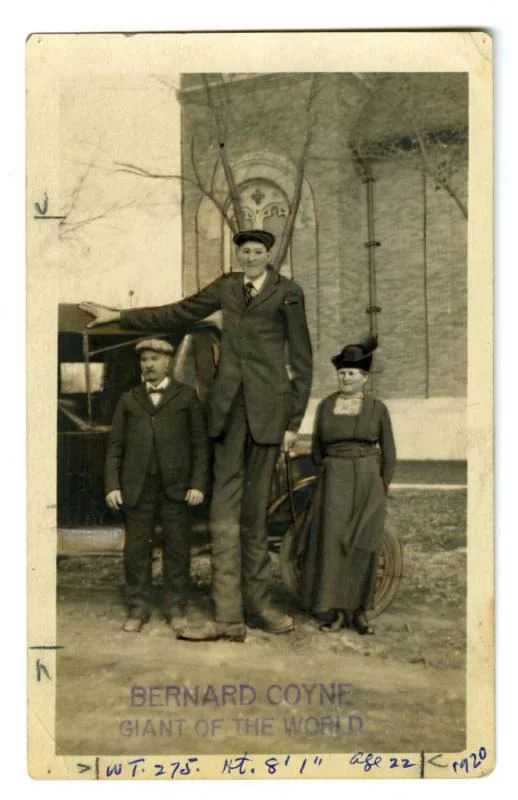
バーナード・コイン（中央）

バーナード・コイン（Bernard A. Coyne、1897年7月27日- 1921年5月20日）は、医学的に確証がある身長8フィート（約2.44メートル）以上に成長した17人のうちの1人である。いくつかの情報源では、彼は死亡時の身長が8フィート4インチ（約2.54メートル）に達していたと記載している。

## 生涯
コインは1897年に、アイオワ州ウッドベリー郡のアンソン（en:Anthon, Iowa）で6人兄妹（男4人、女1人）の2番目として誕生した。父の身長は5フィート8インチ（約1.73メートル）、母は5フィート2インチ（約1.57メートル）だった。
第1次世界大戦時の1918年8月29日付の徴兵登録カードでは、身長は8フィートを記録していた。ギネス世界記録によれば、軍への徴兵を拒否されたとき、彼の身長は7フィート9インチ（約2.36メートル）あった。21歳のときの身長と体重は8フィート1インチ（約2.46メートル）、275ポンド（約124.74キログラム）あり、この頃は健康体であった。コインは巨人症によって幼少時から著しい身長の伸びを示し、類宦官症としては最も背の高い人物であった。彼は多くのサーカスや興行師から契約の誘いを受けたが、故郷の家で静かに暮らすことを好んでいた。
彼の身長は毎年2インチずつ伸びていて、歴史上最も背の高い人物として知られるロバート・ワドローと同様に死の間際にも伸び続けた。コインの靴は、アメリカサイズで25だったという。コインは死の前年の9月から健康を害し、1921年5月に肝硬変で死去した。彼の遺体は特別製の棺に納められ、故郷のアンソンに埋葬された。